# 布川町
布川町（ふかわまち）とは、茨城県北相馬郡にかつて存在した村である。現在の茨城県利根町の中心部に位置している。
村の南西部と南部には利根川が流れている。

## 沿革
- 1889年（明治22年）4月1日 - 町村制施行に伴い、布川村・中田切村・羽中村が合併し北相馬郡布川町が発足。
- 1955年（昭和30年）1月1日 - 文村、文間村、東文間村と合併し、利根町が発足。

## 出身著名人
- 14代榎本次郎右衛門（衆議院議員）